# 소유스 계획

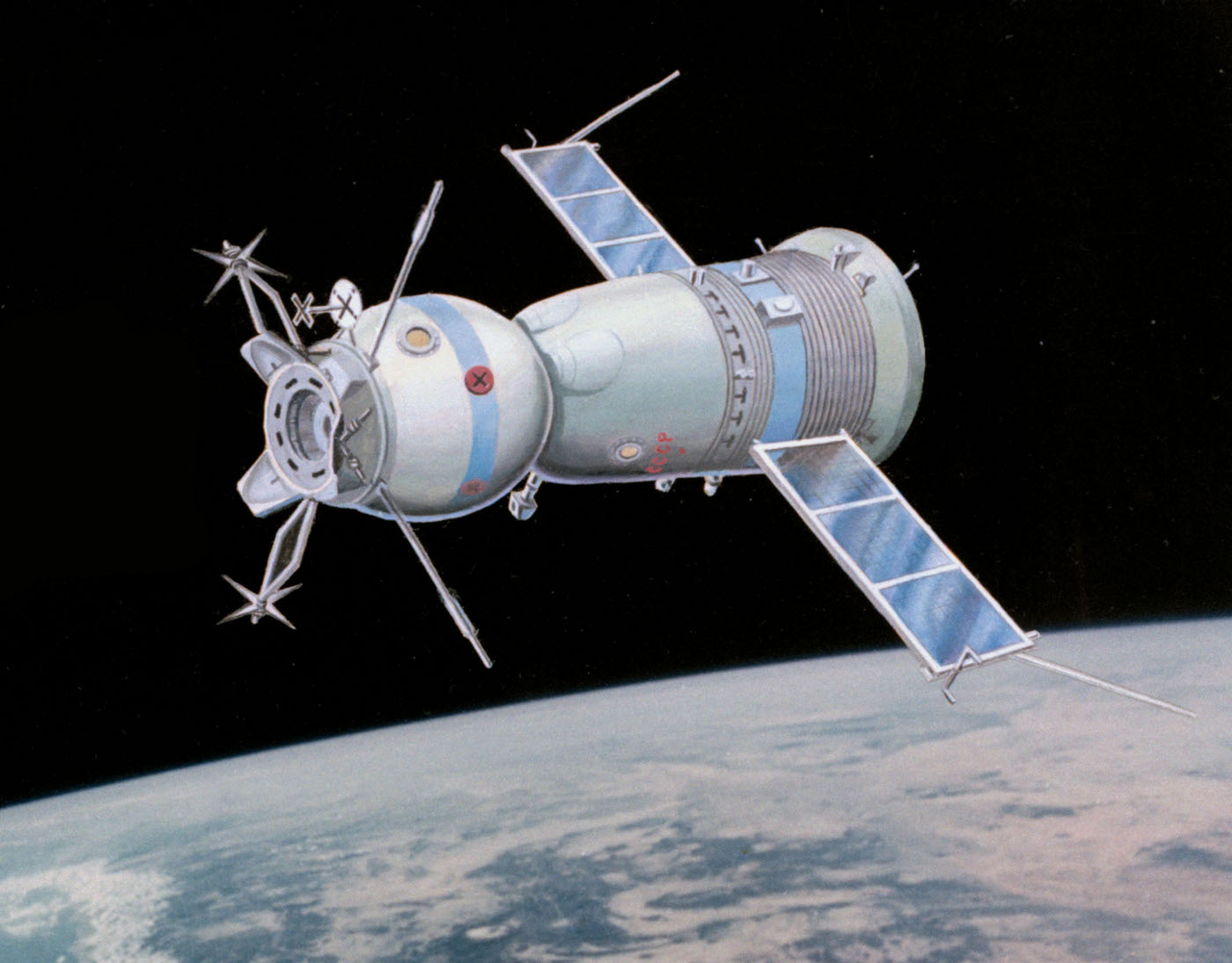
아폴로-소유스 시험 계획의 소유스 우주선

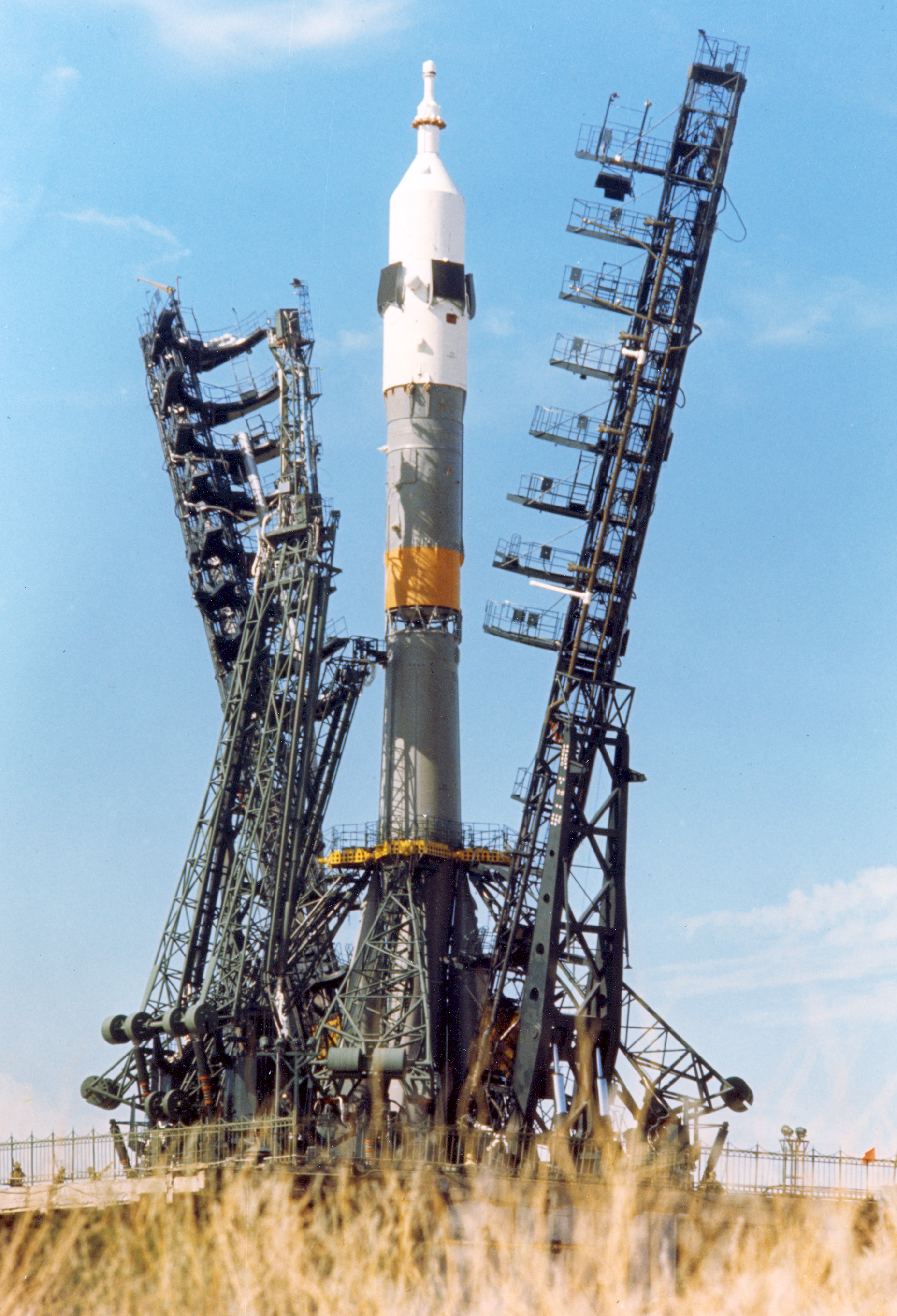
발사대 위의 소유스 로켓

소유스 계획(Soyuz programme, 러시아어: Союз)은 소련이 1960년대 초에 개시한 유인 우주비행 계획이다. 처음에는 소련의 우주비행사를 달에 착륙시키기 위한 달 착륙 프로젝트의 일부로 고안되었다. 이 계획은 소유스 우주선과 소유스 로켓으로 이루어져 있으며, 지금은 러시아 연방 우주국의 관할이다.

## 소유스 로켓
소유스 로켓은 소모성 우주 발사체로, 러시아의 사마라에 있는 Progress State Research and Production Rocket Space Center에서 제작된다. 이 로켓은 국제 우주 정거장(ISS)에 인원을 수송하는 소유스 우주선 발사에 사용되며, ISS에 물자를 보급하고 폐기하는 프로그레스 우주선 발사와 정부기관 또는 상업용 위성과 탐사선의 발사에도 사용된다. 현재 소유스 우주선과 프로그레스 우주선의 발사 및 러시아 정부가 운영하는 위성 발사는 러시아 연방 우주국이 진행한다. 민간과 러시아 국외의 정부기관으로부터 위탁받은 위성이나 우주선 발사는 국가와 민간의 출자로 설립된 위성 발사 회사가 청부를 받고 있다. 또한 유럽의 아리안스페이스사가 프랑스령 기아나의 기아나 우주 센터에 소유스 로켓의 발사대를 건설하여 2010년부터 소유스 로켓을 사용하여 위성과 탐사선 발사를 하고 있다. 아리안스페이스의 최근 발표에 따르면 2010년 9월 중순 시점에 발사시설에는 2기의 소유스 로켓이 러시아에서 운반되어 발사 시설 가동 시험 중에 있다. 지금까지 정비시설의 거듭된 제작 일정 지연으로 인해 첫 소유스 로켓 발사는 2011년 초로 늦어졌다. 현재 소유스 로켓은 카자흐스탄의 바이코누르 우주 기지와 러시아 북동부의 플레세츠크 우주 기지의 두 곳에서 발사되고 있다. 2008년에는 9기, 2009년에는 13기, 2010년 10월에는 8기의 소유스 로켓이 발사되었다. 2010년 9월 말을 기준으로, 몰니야 로켓까지 포함하면 소유스 로켓은 1760번 발사되었다.

## 소유스 우주선
소유스 우주선의 기본 설계는 많은 프로젝트의 바탕이 되었지만, 그 대부분은 공개되지 않았다. 가장 초기 형태는 유인 달 비행을 위해 설계되었다. 그 디자인은 새턴 V 로켓이나 N-1 로켓과 같은 거대한 발사 로켓을 사용하지 않고, 달 비행에 필요한 크기의 우주선을 소유스 로켓으로 한번에 발사가 가능한 크기의 여러 모듈로 나누어, 몇 번의 발사를 거쳐 궤도상에서 모듈끼리 도킹시켜 하나의 달 우주선을 만드는 것이었다. 이는 당초 소련의 수석 설계자인 세르게이 코롤료프가 사망한 뒤, 그의 아래에 있던 연구원들이 설계한 것이었다. 실용화에는 이르지 못했다.
소유스 우주선은 세 부분을 고성된다.
- 타원형의 궤도선
- 종모양의 귀환선
- 원통형의 기계선

소유스 우주선에는 여러 종류의 파생형이 있다.
- 소유스 A 7K-9K-11K circumlunar complex proposal (1963년)
- 소유스 7K-OK (1967~1971년)
  - 소유스 7K-L1 Zond (1967~1970년)
  - 소유스 7K-L3 LOK
  - 소유스 7K-OKS (1971년)
    - 소유스 7K-T or "ferry"(1973~1981년)
    - 소유스 7K-TM (1975~1976년)
- 군사용 소유즈 (7K-P, 7K-PPK, R, 7K-VI Zvezda, OIS)
- 소유스-T (1976~1986년)
- 소유즈-TM (1986~2003년)
- 소유스-TMA (2003~2012년)
- 소유스-TMA-M (2010년 ~)
- 소유스-ACTS (2012년 ~)

## 파생형
존드 우주선은 지구와 달 주위를 8자 궤도로 비행하도록 설계되었지만, 안정성과 정치적 필요에 의해 사용되지 않았다. 살류트 우주 정거장의 보급을 담당하는 무인 우주선인 프로그레스 우주선은 소유스의 자동항법 및 도킹 메커니즘을 사용하면서 귀환선이 없는 구조다. 현재 소유스의 파생형이 국제 우주 정거장에 사람이나 보급물자를 운반하는 용도로 사용된다. 중국의 선저우 우주선은 직계 파생형은 아니지만, 소유스의 기술을 기반으로 하고 있다.

## 갤러리

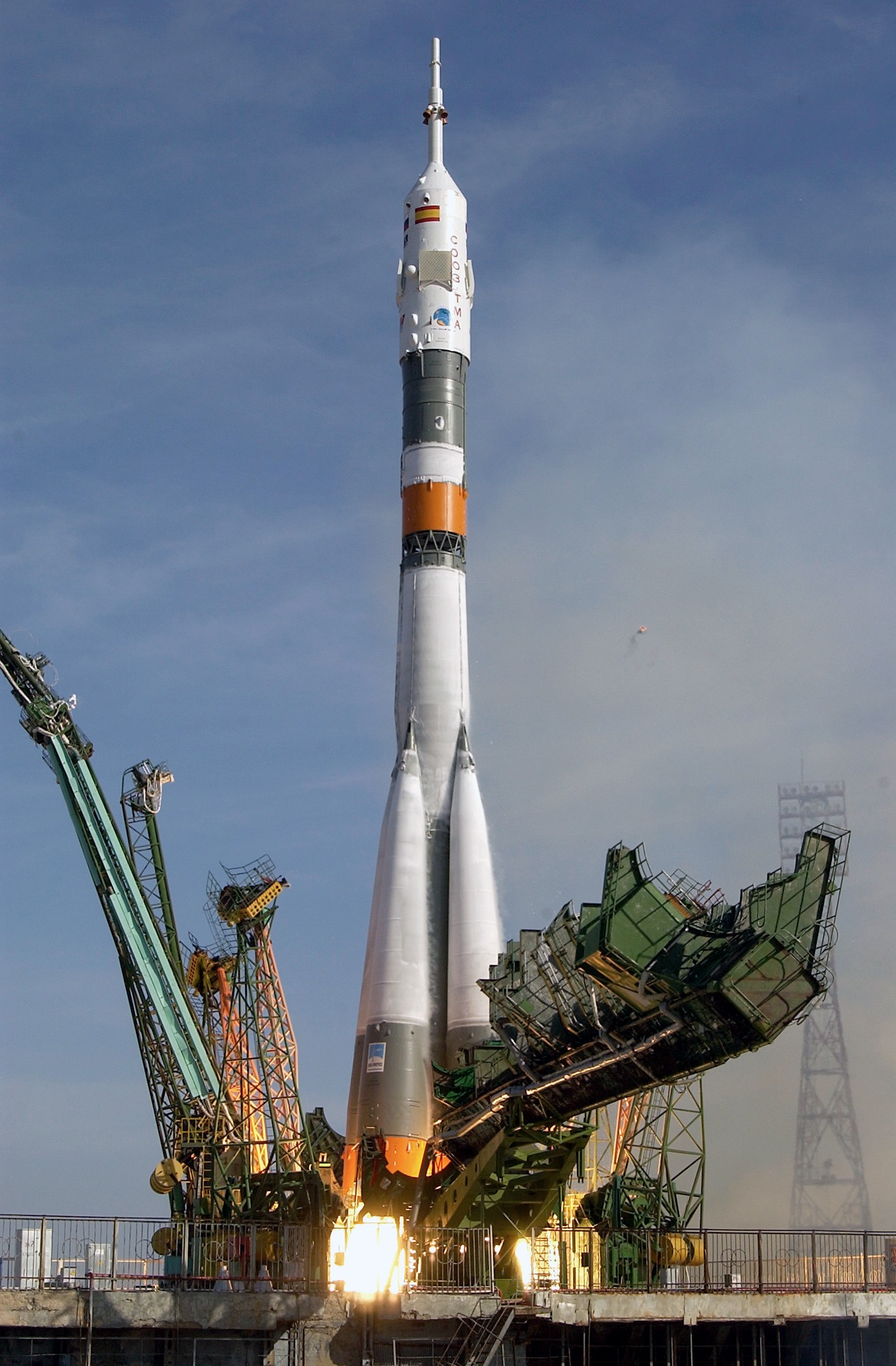
소유스 TMA-3 발사
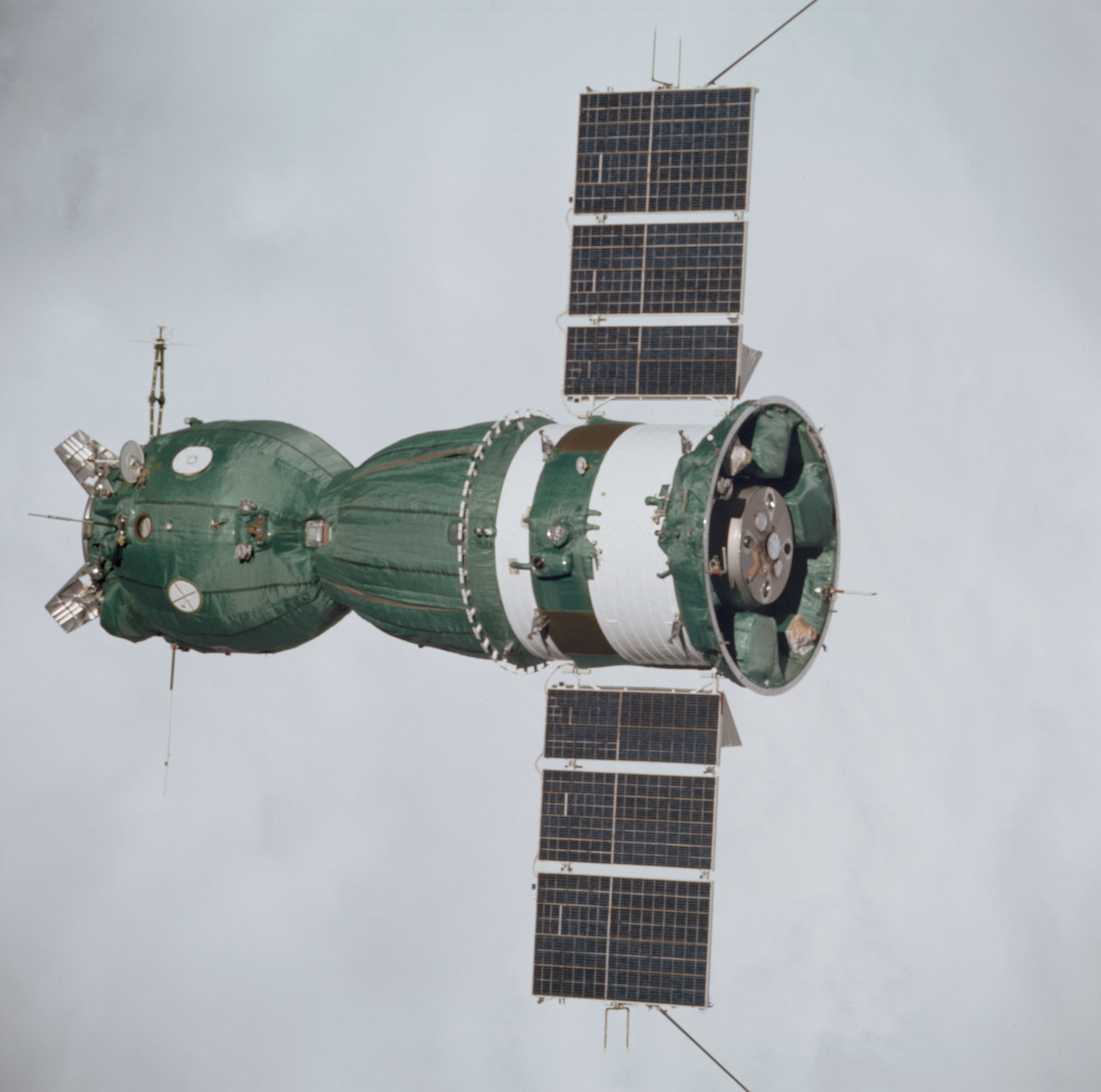
1975년 7월에 아폴로-소유스 시험 계획에서, 아폴로 우주선의 사령선에서 찍은 소유스 19

## 같이 보기
- 루나 계획
- 소유스 (우주선)
- 아폴로-소유스 시험 계획
- 존드 계획